# Памятник Карлу Марксу (Ульяновск)
Памятник Карлу Марксу — монумент, расположенный в Ульяновске. Установлен в 1921 году на Соборной площади.

## История создания памятника

Фрагмент памятника

12 апреля 1918 года Совет Народных Комиссаров РСФСР принял декрет «О памятниках республики». Декрет предусматривал снятие памятникам царям и, в свою очередь, установку новых памятников. 30 июля 1918 года был утверждён список лиц, которым предполагалось поставить памятники. В список входило 66 имён, в том числе и основоположника коммунистического движения Карла Маркса.
Наряду с другими городами в план монументальной пропаганды был включён и Симбирск. Сначала памятник К. Марксу установили 12 ноября 1918 года на пьедестале неоткрытого памятника Александру II на улице Гончаровской, переименованной к тому времени в улицу К. Маркса. Он был гипсовым, раскрашен под бронзу и рассматривался как временный вариант.
Председатель Симбирского губкома РКП(б) И. М. Варейкис осенью 1918 года выступил инициатором нескольких важных культурных начинаний в городе; одно из них — организация сооружения в Симбирске полноценного памятника К. Марксу. Варейкис познакомился с проектом памятника К. Марксу, выполненным известным в то время скульптором С. Д. Меркуровым, и предложил Симбирскому губисполкому заключить договор со скульптором на изготовление памятника.

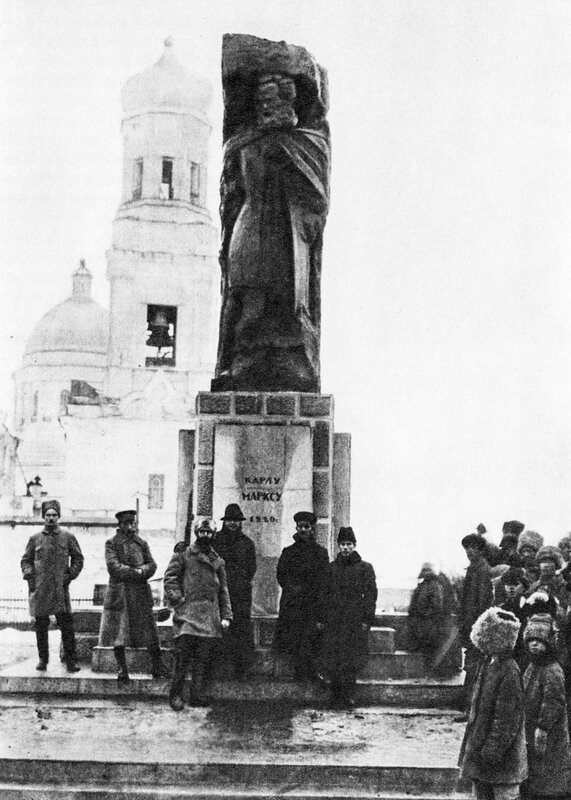
Открытие памятника Карлу Марксу (1921, Симбирск).

Для работы над архитектурным оформлением памятника был приглашён академик архитектуры В. А. Щуко. Сначала предполагалось установить памятник к концу 1920 года, но фигура для постамента была доставлена в Симбирск только в мае 1921 года. В установке каменного постамента привлекали узников концентрационного лагеря находившийся в закрытом Спасском монастыре, один из них был священнослужитель Смирнов Александр Павлович.
Открытие памятника состоялось 7 ноября 1921 года. На четырёхгранном пьедестале из серого гранита расположена чёрная колонна, из которой выступает фигура К. Маркса. Полагают, что скульптор использовал миф о могучем Атланте, поддерживающем свод вселенной. Такую же роль автор отвел и К. Марксу, держащему на своих плечах груз мировых проблем человечества.

Памятник К. Марксу (общий вид).

На лицевой стороне памятника надпись: «Карлу Марксу 1920 г.». На тыльной стороне пьедестала слова К. Маркса: «Идеи, овладев массами, становятся величайшей движущей победоносной силой».
Высота памятника со скульптурой составляет 8,5 метров. Фигура мыслителя выполнена из чёрного гранита. Целого куска камня на скульптуру не нашлось, и её пришлось выполнять из отдельных блоков.
Памятник К. Марксу изначально был установлен на территории бывшего Николаевского сада, получившего своё имя от Николаевского собора. Образованный сквер получил также имя К. Маркса. В связи с началом строительства Ленинского мемориала в Ульяновске планировалось перенести памятник, который оказался на проектируемой эспланаде, соединяющей две площади — Ленина (ныне Соборная площадь), и 100-летия со дня рождения Ленина (ныне Площадь Ленина). Однако памятник решили оставить на месте, только развернув его, чтобы он не стоял боком к гуляющим по эспланаде. В апреле 1969 года памятник развернули на 90 градусов, повернув его лицом на восток и разбили вокруг него сад имени К. Маркса по проекту Шафранского Тимофея Потаповича. Когда же эспланаду решили продолжить до Мемориального центра, памятник летом 1985 года перенесли в центр эспланады, уничтожив окружавший его скверик. Но место оказалось очень неудачным, и памятник опять подвинули. В апреле 1986 года он был перенесён к зданию Гимназии № 1, где и находится до настоящего времени.

### Охранный статус
«Памятник Карлу Марксу», 1920 г., расположенный по адресу: г. Ульяновск, переулок Карамзина, сквер, является объектом культурного наследия федерального значения на основании постановления Совета Министров РСФСР от 30.08.1960 г. № 1327 «О дальнейшем улучшении дела охраны памятников культуры в РСФСР».
Приказом Министерства культуры Российской Федерации от 15.10.2015  № 8879-р данный объект культурного наследия зарегистрирован в едином государственном реестре объектов культурного наследия (памятников истории и культуры) народов Российской Федерации с №731410065810006.

## Памятник в филателии
- В 1990 году Министерством связи СССР издал художественный маркированный конверт — «Ульяновск. ПАМЯТНИК КАРЛУ МАРКСУ»[7].

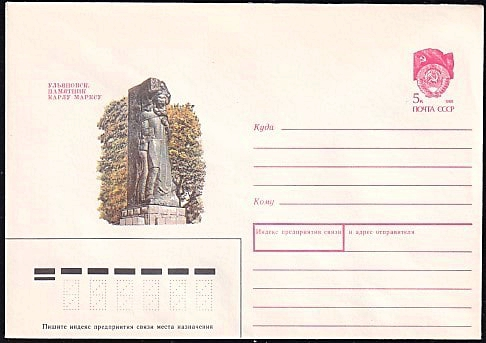
ХМК, 1990 г. Памятник Карлу Марксу.